# Jeff Smith (homme politique)
Pour les articles homonymes, voir Jeff Smith (homonymie) et Smith.
Jeff Smith, né le 26 janvier 1963 à Withington, est un homme politique britannique, membre du Parti travailliste.
Il est élu en 2015 député pour Manchester Withington. Auparavant, il représente le quartier Old Moat au conseil municipal de Manchester depuis 1997.

## Jeunesse et carrière
Smith est élève à la Manchester Grammar School et obtient son diplôme en politique et économie de l'Université de Manchester en 1984.
Il est un ancien membre exécutif des finances du conseil municipal de Manchester et un ancien gouverneur de la Parrs Wood High School.
Il est choisi en juin 2013 comme candidat du parti travailliste à Manchester Withington. Il est choisi face au candidat soutenu par Unite the Union.

## Carrière parlementaire
Lors des élections générales de mai 2015, Smith est élu député de Manchester Withington, en battant le sortant libéral-démocrate, John Leech, avec une majorité de 14 873 voix. À l'élection générale de 2017 il augmente sa majorité à près de 30 000 voix par rapport à Leech, faisant de ce siège autrefois libéral-démocrate, l'un des plus sûrs des travaillistes.
Smith est un whip pour le Parti travailliste. Il est l'un des 184 députés travaillistes à s'être abstenus lors du débat sur le projet de loi sur la sécurité sociale présenté par les conservateurs. En février 2017, il vote à deux reprises contre le projet de loi visant à enclencher l'article 50 pour quitter l'Union européenne, affirmant qu'une nette majorité de ses électeurs a voté pour le maintien de l'UE.